# Giorgio Rossi
Giorgio Rossi (Roma, 1 d'abril de 1948) va ser un ciclista italià amateur, especialista en pista. Guanyador de quatre medalles als Campionats del món, tres en velocitat i una en tàndem fent parella amb Floriano Finamore. Va participar en els Jocs Olímpics de 1972 i Jocs Olímpics de 1976.

## Palmarès
- 1975
  - Medalla d'or als Jocs Mediterranis en velocitat
  - 1r al Gran Premi de París